# 2000 CC33
2000 CC33 är en asteroid i huvudbältet som upptäcktes den 2 februari 2000 av LINEAR i Socorro County, New Mexico.